# Hiram Ier
Pour les articles homonymes, voir Hiram.
D'après la Bible, Hiram Ier était un roi phénicien de Tyr du Xe siècle av. J.-C. vers 970-936. La Bible en fait un descendant de Sidon, fils de Canaan.

## Biographie biblique
D'après la Bible et les textes de Flavius Josèphe, sources très postérieures de l’époque, Hiram hérita du trône de son père le roi Abi-Baal vers 980-970 av. J.-C. et donc contemporain des rois d’Israël David et Salomon. Il commença à travailler sur l'agrandissement de sa cité, Tyr, et selon Flavius josèphe (Apion, 1, 17), « il ajouta un remblai au quartier oriental de la ville, agrandit celle-ci, y relia le temple, qui était isolé dans une île, en comblant l'intervalle [qu'il nomme l'Eurychore], et l'orna d'offrandes d'or ». Il construit par la suite des temples pour les dieux de Tyr Melqart, Balshamin et Astarté. Son travail pour sa cité attira l'attention des rois hébreux, David d’abord et Salomon ensuite, avec qui il entretint des liens amicaux et commerciaux. Le roi David contacta Hiram pour lui demander de l'aide dans la construction de son temple à Jérusalem, mais il mourut et c'est son fils Salomon qui conclut l'accord. Hiram envoya du bois, des architectes et des maçons à Salomon pour l'aider à la construction de ce temple en l'honneur de Yahvé. Hiram mena une campagne victorieuse contre Akko. Il put aussi remettre sous sa dépendance la colonie nord-africaine d'Utique.
Hiram reçut du blé et de l'huile de Salomon en remerciement, mais il est possible qu'il ne fut pas satisfait et qu'il demanda qu'une expédition soit menée dans le pays d'Ophir pour ramener de l'or et des pierres précieuses.
En Méditerranée, c'est aux Phéniciens que revient l'initiative des expéditions en direction de « Tarsis », auxquelles s'associe la flotte de Salomon et qui rapporte au roi d’Israël tous les trois ans de l'or, de l'argent, de l'ivoire et des animaux exotiques. Des vestiges phéniciens ont d'ailleurs été retrouvés en 1923 à Tarsis.

## Biographie historique
Hiram Ier, roi de Tyr, était le fils d'Abi-Baal. Selon Flavius Josèphe, il vécut cinquante-trois ans et régna pendant trente-trois ans (vers 969-936 av J.-C.). Il eut comme successeur son fils Baal-Ezer Ier  , . Dans un autre ouvrage, Flavius Josèphe évoque un règne de trente-quatre ans .